# مسعود قرهاخاني
مسعود قرهاخاني (Masud Gharahkhani) ((بالفارسية: مسعود قره‌خانی) ؛ (22 سبتمبر 1982-) في طهران، سياسي نرويجي ينتمي إلى حزب العمل من مدينة درامن. وهو حاليًا عضو في البرلمان عن بوسكيرود منذ عام 2017، ورئيس البرلمان منذ عام 2021.

## حياته وتعليمه
ولد مسعود قراهخاني في طهرانعاصمة إيران، وهاجر إلى النرويج مع عائلته في عام 1987 ونشأ في سكوتسيلف في أوفر إيكر. عائلته في الأصل من طهران، إيران. والده سياسي ونقابي بيجان جارخاني. بعد التحاقه بمدرسة روسثاغ الثانوية، التحق بكلية Gjøvik الجامعية لدراسة التصوير الشعاعي، وتخرج كتقني إشعاعي، وعمل في مستشفى Blefjell. كما تم تعيينه أمينًا عامًا لحزب العمل بوسكيرود.

## عمله في السياسة
تم انتخابه لأول مرة نائباً لممثل البرلمان في انتخابات عام 2009. تلقى ترحيبا حارا في المؤتمر الوطني لحزب العمل في عام 2011 لخطابه حول رحلته من طهران إلى درامن. على أمل أن يكون أول رئيس بلدية في النرويج من أصول مهاجرة غير غربية، كان غراهكاني مرشح حزب العمال لمنصب رئيس بلدية درامن في الانتخابات المحلية لعام 2011. خسر أمام شاغل الوظيفة توري أوبال هانسن من حزب المحافظين. شاب حملته تكهنات في الصحافة حول زواجه من امرأة في إيران. غير أن قرحكاني ألقى باللوم على خصومه في محاولة تشويه سمعته.
رئيس الوزراء ينس ستولتنبرغ وصفه بأنه «موهبة سياسية غير عادية» و «قصة نجاح في المجتمع النرويجي».

### رئاسة البرلمان
، في 24 نوفمبر 2021، رشح حزب العمل مسعود قرهاخاني خلفا لإيفا كريستين هانسن بعد استقالتها بعد فضيحة الإسكان البرلمانية. تم انتخابه رسميًا في اليوم التالي في تصويت مكتوب. إنه أول شخص من خلفية أقلية عرقية يشغل منصب رئيس البرلمان.
في 7 ديسمبر، أمر بإجراء تحقيق في جميع مزايا الرعاية الاجتماعية لأعضاء البرلمان. كما طالب بنتائج أسرع، ووسع تفويض اللجنة وجعلها تقدم نتائجها بحلول الصيف المقبل. ووصفها بأنها «إشارة صحيحة وعادلة يجب تقديمها»، وتلقى دعمًا من القادة البرلمانيين في البرلمان. في 10 كانون الأول (ديسمبر)، اقترح قراهخاني تجميد الأجور لمدة عام إضافي لممثلي البرلمان. وأعرب عن حقه في القيام بذلك إلى أبعد من ذلك.
في 15 كانون الأول (ديسمبر)، قدم مسعود قرهاخاني قواعد جديدة لكيفية استخدام أعضاء البرلمان السكني للركاب. وقال إن القواعد يجب أن تكون الآن «واضحة وضوح الشمس وألا يساء فهمها». وأوضح كذلك: «هذا يعني أنه إذا كنت تمتلك أو تستأجر منزلاً تستخدمه يوميًا، على بعد 40 كيلومترًا من أوسلو، فلا يحق لك الحصول على سكن متنقل».
في 4 يناير 2022، دخل قراهخاني في الحجر الصحي بعد أن ثبتت إصابة ابنه بـ COVID-19 وبدأ العمل عن بُعد. كما شجع الناس على أخذ لقاح COVID-19.
في 20 كانون الثاني (يناير)، استقبل قرهاخاني الأميرة إنغريد ألكسندرا من النرويج، وعرضتها في البرلمان والتقت بنائب الرئيس سفين هاربرغ، ومارين غروث، أصغر ممثل لها. تم رفض اقتراح قرهاخاني من ديسمبر 2021 بشأن تجميد محتمل لأجور ممثلي البرلمان من قبل غالبية رئاسة البرلمان، المكونة من أحزاب الوسط والمحافظين والتقدم. ورأت الأطراف أنه من الأفضل أن تتوصل لجنة التحقيق إلى نتائجها قبل اتخاذ مزيد من الإجراءات.

### العلاقات مع المهاجرين
في حادثة منع فيها مدرسون في مدرسة ابتدائية في درامن تلاميذها من ارتداء أزياء عيد الميلاد التقليدية في مسرحية عيد الميلاد السنوية، أدان مسعود قرهاخاني المدرسة علنًا لأفعالها وأكد على أهمية الثقافة والتقاليد النرويجية في المدارس. وعندما سُئل عن تجاربه الشخصية، أوضح: «لقد شاركت دائمًا في أنشطة عيد الميلاد في المدرسة وأود أن أوصي بها لأولادي». وأشاد المعلقون به على انفتاحه وتسامحه. اعتذر مدير المدرسة في وقت لاحق عن هذه القضية. صرح غراهخاني، وهو مؤيد متشدد لإدماج المهاجرين، أن الأطفال المهاجرين يجب أن يتعلموا التحدث باللغة النرويجية أو المخاطرة بالتعرض من قبل خدمات رعاية الأطفال النرويجية، داعياً الفشل في تعليم الأطفال النرويجيين «الإهمال الأبوي غير المقبول» لأنه كان شرطًا أساسيًا مطلقًا للنجاح في المجتمع النرويجي.

## الحياة الشخصية
تزوج مسعود قرهاخاني من زوجته سلومه «سالي» عباسي في حفل خاص في تركيا عام 2010. وهم يعيشون حاليًا في حي أسيدن في درامن.   لديهم أيضا ابن.

## روابط خارجية
- الصفحة الرسمية (النرويجية)
- Drammens Tidende - «Hvem fra Buskerud bør sitte ved Kongens bord؟»، nyhetsartikkel på dt.no 5. أكتوبر 2009
- Drammens Tidende - «AP på flerkulturell stemmefiske»، nyhetsartikkel på dt.no 19. أغسطس 2009
- Drammens Tidende - «Slik skal AP farge Drammen rød»